# Immenstadt
Immenstadt (pronunciación en alemán: /ˈɪmənˌʃtat/ⓘ) es un municipio situado en el distrito de Alta Algovia, en el estado federado de Baviera (Alemania), con una población a finales de 2016 de unos 14 207 habitantes.
Se encuentra ubicado al suroeste del estado, en la región de Suabia, cerca de la frontera con Austria.